# Pentagenia vittigera
Pentagenia vittigera är en dagsländeart som först beskrevs av Walsh 1862.  Pentagenia vittigera ingår i släktet Pentagenia och familjen Palingeniidae. Inga underarter finns listade i Catalogue of Life.